# Gran Premio motociclistico d'Olanda 2010
Il Gran Premio motociclistico d'Olanda 2010 corso il 26 giugno, è stato il sesto Gran Premio della stagione 2010. La gara si è disputata sul circuito di Assen.

## Prove e Qualifiche

### Classe 125
Le prime sessioni di prove hanno visto primeggiare Marc Márquez (Derbi) e Nicolás Terol (Aprilia), con Márquez che ottiene la pole position.
Risultati dopo le qualifiche:
- 1 =  Marc Márquez - Derbi 1'42"191
- 2 =  Bradley Smith - Aprilia 1'42"775
- 3 =  Nicolás Terol - Aprilia 1'42"865

### Moto2
Nelle prime sessioni di prove il più veloce è stato Andrea Iannone (Speed Up), che realizza anche la pole.
Risultati dopo le qualifiche:
- 1 =  Andrea Iannone - Speed Up 1'39"092
- 2 =  Ratthapark Wilairot - Bimota 1'39"307
- 3 =  Alex Debón - FTR 1'39"584

### MotoGP
Nelle sessioni di prove il pilota più veloce è stato Jorge Lorenzo (Yamaha), seguito da Casey Stoner e Nicky Hayden (entrambi su Ducati). Nella seconda sessione il migliore è ancora Lorenzo seguito da Stoner e Daniel Pedrosa (Honda).
Marco Melandri, caduto nelle prove libere, non prende parte alle qualifiche e alla gara per una lussazione alla spalla sinistra.
| Pos | Nº | Pilota           | Team                           | Tempo    |
| --- | -- | ---------------- | ------------------------------ | -------- |
| 1   | 99 | Jorge Lorenzo    | Fiat Yamaha Team-Yamaha        | 1'34.515 |
| 2   | 14 | Randy de Puniet  | LCR Honda MotoGP-Honda         | 1'34.797 |
| 3   | 27 | Casey Stoner     | Ducati Marlboro-Ducati         | 1'34.803 |
| 4   | 11 | Ben Spies        | Monster Yamaha Tech 3-Yamaha   | 1'34.926 |
| 5   | 69 | Nicky Hayden     | Ducati Marlboro-Ducati         | 1'34.999 |
| 6   | 4  | Andrea Dovizioso | Repsol Honda Team-HRC          | 1'35.015 |
| 7   | 26 | Dani Pedrosa     | Repsol Honda Team-HRC          | 1'35.162 |
| 8   | 58 | Marco Simoncelli | San Carlo Honda Gresini-Honda  | 1'35.283 |
| 9   | 5  | Colin Edwards    | Monster Yamaha Tech 3-Yamaha   | 1'35.393 |
| 10  | 41 | Aleix Espargaró  | Pramac Racing-Ducati           | 1'35.593 |
| 11  | 65 | Loris Capirossi  | Rizla Suzuki MotoGP-Suzuki     | 1'35.664 |
| 12  | 19 | Álvaro Bautista  | Rizla Suzuki MotoGP-Suzuki     | 1'36.344 |
| 13  | 36 | Mika Kallio      | Pramac Racing-Ducati           | 1'36.502 |
| 14  | 40 | Héctor Barberá   | Paginas Amarillas Aspar-Ducati | 1'36.569 |
| 15  | 64 | Kōsuke Akiyoshi  | Interwetten Honda MotoGP-Honda | 1'38.198 |

## Gare

### MotoGP

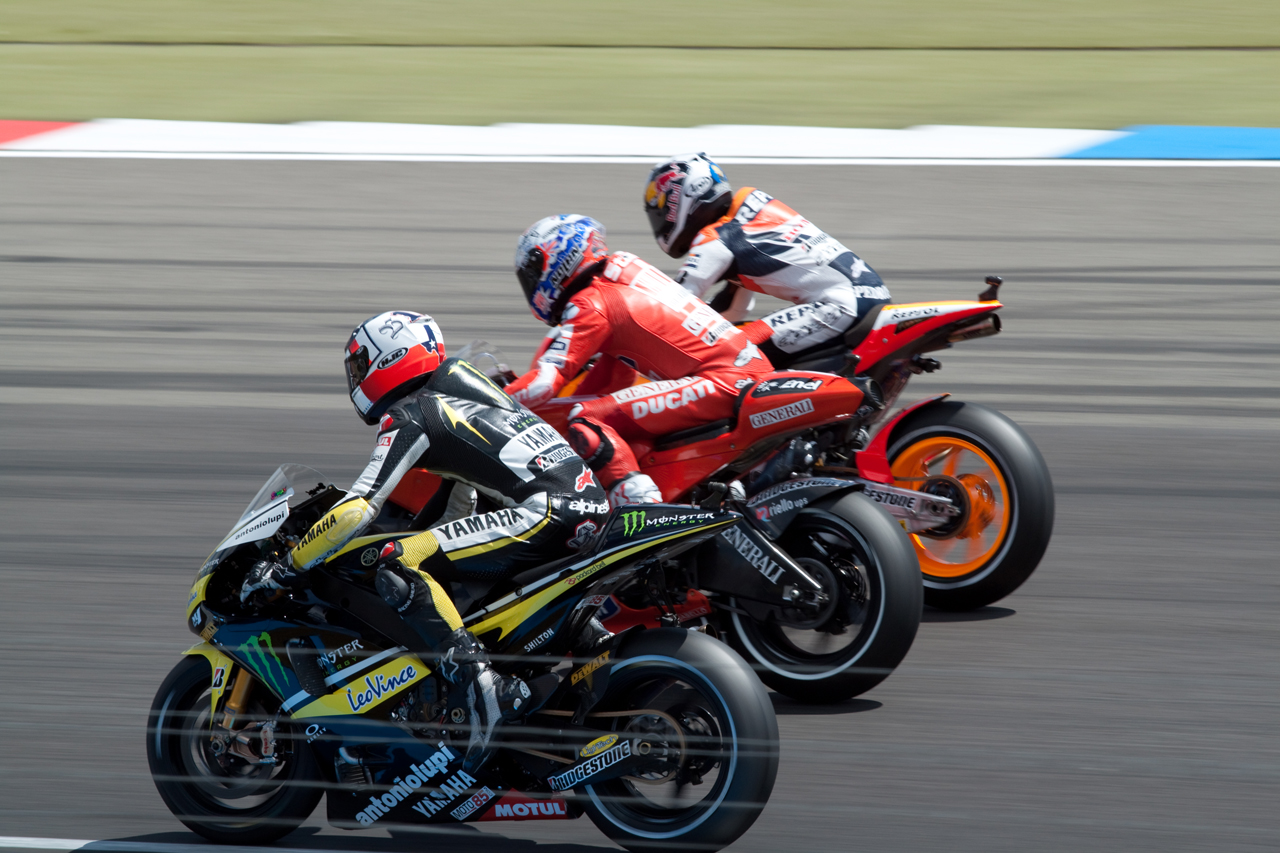
Spies, Stoner e Pedrosa in una fase di gara

Valentino Rossi è assente in quanto infortunatosi nel GP d'Italia ma la sua squadra non designa un sostituto.
| Pos | Nº | Pilota           | Squadra                 | Motocicletta | Giri | Tempo     | Griglia | Punti |
| --- | -- | ---------------- | ----------------------- | ------------ | ---- | --------- | ------- | ----- |
| 1   | 99 | Jorge Lorenzo    | Fiat Yamaha             | Yamaha       | 26   | 41:18.629 | 1       | 25    |
| 2   | 26 | Daniel Pedrosa   | Repsol Honda            | Honda        | 26   | +2.935    | 7       | 20    |
| 3   | 27 | Casey Stoner     | Ducati Team             | Ducati       | 26   | +7.022    | 3       | 16    |
| 4   | 11 | Ben Spies        | Monster Yamaha Tech 3   | Yamaha       | 26   | +13.265   | 4       | 13    |
| 5   | 4  | Andrea Dovizioso | Repsol Honda            | Honda        | 26   | +15.323   | 6       | 11    |
| 6   | 14 | Randy de Puniet  | LCR Honda               | Honda        | 26   | +15.772   | 2       | 10    |
| 7   | 69 | Nicky Hayden     | Ducati Team             | Ducati       | 26   | +25.867   | 5       | 9     |
| 8   | 5  | Colin Edwards    | Monster Yamaha Tech 3   | Yamaha       | 26   | +28.991   | 9       | 8     |
| 9   | 58 | Marco Simoncelli | San Carlo Honda Gresini | Honda        | 26   | +35.658   | 8       | 7     |
| 10  | 41 | Aleix Espargaró  | Pramac Racing           | Ducati       | 26   | +35.837   | 10      | 6     |
| 11  | 36 | Mika Kallio      | Pramac Racing           | Ducati       | 26   | +56.769   | 13      | 5     |
| 12  | 40 | Héctor Barberá   | Paginas Amarillas Aspar | Ducati       | 26   | +56.890   | 14      | 4     |
| 13  | 65 | Loris Capirossi  | Rizla Suzuki            | Suzuki       | 26   | +1:00.615 | 11      | 3     |
| 14  | 19 | Álvaro Bautista  | Rizla Suzuki            | Suzuki       | 26   | +1:08.074 | 12      | 2     |
| 15  | 64 | Kōsuke Akiyoshi  | Interwetten Honda       | Honda        | 25   | +1 giro   | 15      | 1     |

### Moto2
Alcune defezioni colpiscono tre piloti titolari in questa classe con Yannick Guerra che viene sostituito da Xavier Siméon, mentre Alex Debón e Axel Pons non prendono parte alla gara perché si infortunano in qualifica, il primo con la frattura della clavicola destra, il secondo con la frattura del radio del braccio destro. Sarebbero dovuti partire rispettivamente in 3ª e 32ª posizione.

#### Arrivati al traguardo
| Pos | Nº | Pilota              | Squadra                      | Motocicletta | Giri | Tempo     | Griglia | Punti |
| --- | -- | ------------------- | ---------------------------- | ------------ | ---- | --------- | ------- | ----- |
| 1   | 29 | Andrea Iannone      | Fimmco Speed Up              | Speed Up     | 24   | 40:00.383 | 1       | 25    |
| 2   | 24 | Toni Elías          | Gresini Racing               | Moriwaki     | 24   | +4.492    | 6       | 20    |
| 3   | 12 | Thomas Lüthi        | Interwetten Moriwaki         | Moriwaki     | 24   | +5.390    | 5       | 16    |
| 4   | 14 | Ratthapark Wilairot | Thai Honda PTT Singha SAG    | Bimota       | 24   | +5.473    | 2       | 13    |
| 5   | 48 | Shōya Tomizawa      | Technomag-CIP                | Suter        | 24   | +7.405    | 4       | 11    |
| 6   | 60 | Julián Simón        | Mapfre Aspar                 | Suter        | 24   | +7.666    | 7       | 10    |
| 7   | 16 | Jules Cluzel        | Forward Racing               | Suter        | 24   | +16.023   | 10      | 9     |
| 8   | 63 | Mike Di Meglio      | Mapfre Aspar                 | Suter        | 24   | +16.122   | 17      | 8     |
| 9   | 17 | Karel Abraham       | Cardion AB Motoracing        | FTR          | 24   | +16.959   | 12      | 7     |
| 10  | 72 | Yūki Takahashi      | Tech 3 Racing                | Tech 3       | 24   | +19.601   | 13      | 6     |
| 11  | 45 | Scott Redding       | Marc VDS Racing              | Suter        | 24   | +20.187   | 20      | 5     |
| 12  | 3  | Simone Corsi        | JIR Moto2                    | MotoBi       | 24   | +20.423   | 19      | 4     |
| 13  | 2  | Gábor Talmácsi      | Fimmco Speed Up              | Speed Up     | 24   | +21.358   | 23      | 3     |
| 14  | 75 | Mattia Pasini       | JIR Moto2                    | MotoBi       | 24   | +26.654   | 15      | 2     |
| 15  | 68 | Yonny Hernández     | Blusens-STX                  | BQR-Moto2    | 24   | +34.024   | 22      | 1     |
| 16  | 25 | Alex Baldolini      | Caretta Technology Race Dept | I.C.P.       | 24   | +34.045   | 28      |       |
| 17  | 71 | Claudio Corti       | Forward Racing               | Suter        | 24   | +34.377   | 9       |       |
| 18  | 77 | Dominique Aegerter  | Technomag-CIP                | Suter        | 24   | +34.481   | 33      |       |
| 19  | 65 | Stefan Bradl        | Viessmann Kiefer Racing      | Suter        | 24   | +37.283   | 16      |       |
| 20  | 15 | Alex De Angelis     | RSM Team Scot                | Force GP210  | 24   | +42.525   | 26      |       |
| 21  | 61 | Vladimir Ivanov     | Gresini Racing               | Moriwaki     | 24   | +43.395   | 29      |       |
| 22  | 9  | Kenny Noyes         | Jack & Jones by A.Banderas   | Promoharris  | 24   | +46.784   | 34      |       |
| 23  | 40 | Sergio Gadea        | Tenerife 40 Pons             | Pons Kalex   | 24   | +46.796   | 25      |       |
| 24  | 59 | Niccolò Canepa      | RSM Team Scot                | Force GP210  | 24   | +59.324   | 31      |       |
| 25  | 55 | Héctor Faubel       | Marc VDS Racing              | Suter        | 24   | +1:00.168 | 35      |       |
| 26  | 39 | Robertino Pietri    | Italtrans S.T.R.             | Suter        | 24   | +1:01.868 | 36      |       |
| 27  | 35 | Raffaele De Rosa    | Tech 3 Racing                | Tech 3       | 24   | +1:02.451 | 27      |       |
| 28  | 76 | Bernat Martínez     | Maquinza-SAG                 | Bimota       | 24   | +1:07.317 | 39      |       |
| 29  | 21 | Vladimir Leonov     | Vector Kiefer Racing         | Suter        | 24   | +1:10.107 | 38      |       |
| 30  | 53 | Valentin Debise     | WTR San Marino               | ADV          | 24   | +1:37.619 | 24      |       |
| 31  | 95 | Mashel Al Naimi     | Blusens-STX                  | BQR-Moto2    | 24   | +1:41.035 | 40      |       |
| 32  | 5  | Joan Olivé          | Jack & Jones by A.Banderas   | Promoharris  | 24   | +1:41.545 | 37      |       |

#### Ritirati
| Nº | Pilota        | Squadra             | Motocicletta | Giri | Griglia |
| -- | ------------- | ------------------- | ------------ | ---- | ------- |
| 19 | Xavier Siméon | Holiday Gym G22     | Moriwaki     | 23   | 30      |
| 52 | Lukáš Pešek   | Matteoni CP Racing  | Moriwaki     | 16   | 11      |
| 41 | Arne Tode     | Racing Team Germany | Suter        | 15   | 21      |
| 44 | Roberto Rolfo | Italtrans S.T.R.    | Suter        | 14   | 14      |
| 8  | Anthony West  | MZ Racing           | MZ-RE Honda  | 10   | 18      |
| 10 | Fonsi Nieto   | Holiday Gym G22     | Moriwaki     | 7    | 8       |

#### Non partiti
| Nº | Pilota     | Squadra                    | Motocicletta | Griglia |
| -- | ---------- | -------------------------- | ------------ | ------- |
| 6  | Alex Debón | Aeroport de Castello - Ajo | FTR          | 3       |
| 80 | Axel Pons  | Tenerife 40 Pons           | Pons Kalex   | 32      |

### Classe 125

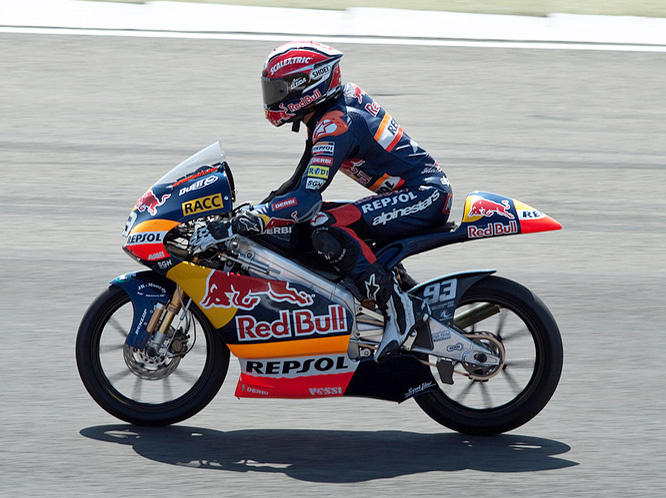
Márquez, vincitore della gara della classe 125

In questo classe partecipano al GP come wildcard cinque piloti, che sono: Ernst Dubbink, Pepijn Bistersboch e Jerry van de Bunt su Honda; Roy Pouw su Aprilia; Toni Finsterbusch su KTM.

#### Arrivati al traguardo
| Pos | Nº | Pilota               | Squadra                       | Motocicletta | Giri | Tempo     | Griglia | Punti |
| --- | -- | -------------------- | ----------------------------- | ------------ | ---- | --------- | ------- | ----- |
| 1   | 93 | Marc Márquez         | Red Bull Ajo Motorsport       | Derbi        | 22   | 37:48.923 | 1       | 25    |
| 2   | 40 | Nicolás Terol        | Bancaja Aspar                 | Aprilia      | 22   | +2.332    | 3       | 20    |
| 3   | 44 | Pol Espargaró        | Tuenti Racing                 | Derbi        | 22   | +8.134    | 4       | 16    |
| 4   | 38 | Bradley Smith        | Bancaja Aspar                 | Aprilia      | 22   | +9.636    | 2       | 13    |
| 5   | 11 | Sandro Cortese       | Avant Mitsubishi Ajo          | Derbi        | 22   | +36.961   | 5       | 11    |
| 6   | 35 | Randy Krummenacher   | Stipa-Molenaar Racing GP      | Aprilia      | 22   | +39.091   | 12      | 10    |
| 7   | 99 | Danny Webb           | Andalucia Cajasol             | Aprilia      | 22   | +39.397   | 11      | 9     |
| 8   | 39 | Luis Salom           | Stipa-Molenaar Racing GP      | Aprilia      | 22   | +45.010   | 15      | 8     |
| 9   | 15 | Simone Grotzkyj      | Fontana Racing                | Aprilia      | 22   | +45.672   | 10      | 7     |
| 10  | 94 | Jonas Folger         | Ongetta Team                  | Aprilia      | 22   | +48.031   | 32      | 6     |
| 11  | 23 | Alberto Moncayo      | Andalucia Cajasol             | Aprilia      | 22   | +48.457   | 9       | 5     |
| 12  | 14 | Johann Zarco         | WTR San Marino                | Aprilia      | 22   | +48.833   | 17      | 4     |
| 13  | 53 | Jasper Iwema         | CBC Corse                     | Aprilia      | 22   | +54.208   | 6       | 3     |
| 14  | 71 | Tomoyoshi Koyama     | Racing Team Germany           | Aprilia      | 22   | +59.055   | 14      | 2     |
| 15  | 84 | Jakub Kornfeil       | Racing Team Germany           | Aprilia      | 22   | +1:01.504 | 16      | 1     |
| 16  | 26 | Adrián Martín        | Aeroport de Castello - Ajo    | Aprilia      | 22   | +1:16.069 | 20      |       |
| 17  | 50 | Sturla Fagerhaug     | AirAsia - Sepang Int. Circuit | Aprilia      | 22   | +1:16.175 | 19      |       |
| 18  | 78 | Marcel Schrötter     | Interwetten Honda             | Honda        | 22   | +1:18.029 | 18      |       |
| 19  | 69 | Louis Rossi          | CBC Corse                     | Aprilia      | 22   | +1:21.738 | 21      |       |
| 20  | 68 | Toni Finsterbusch    | Freudenberg Racing            | KTM          | 22   | +1:36.263 | 22      |       |
| 21  | 60 | Michael van der Mark | Lambretta Reparto Corse       | Lambretta    | 22   | +1:36.445 | 24      |       |
| 22  | 63 | Zulfahmi Khairuddin  | AirAsia - Sepang Int. Circuit | Aprilia      | 22   | +1:40.681 | 25      |       |
| 23  | 66 | Pepijn Bijsterbosch  | RacingTeam Bijsterbosch       | Honda        | 21   | +1 giro   | 30      |       |
| 24  | 64 | Ernst Dubbink        | RV Racing                     | Honda        | 21   | +1 giro   | 28      |       |

#### Ritirati
| Nº | Pilota            | Squadra                 | Motocicletta | Giri | Griglia |
| -- | ----------------- | ----------------------- | ------------ | ---- | ------- |
| 5  | Alexis Masbou     | Ongetta Team            | Aprilia      | 20   | 13      |
| 67 | Jerry van de Bunt | Jerrys Racing           | Honda        | 16   | 29      |
| 65 | Roy Pouw          | Holland Mototechnic     | Aprilia      | 14   | 31      |
| 72 | Marco Ravaioli    | Lambretta Reparto Corse | Lambretta    | 11   | 27      |
| 87 | Luca Marconi      | Ongetta Team            | Aprilia      | 8    | 23      |
| 12 | Esteve Rabat      | Blusens-STX             | Aprilia      | 4    | 8       |
| 7  | Efrén Vázquez     | Tuenti Racing           | Derbi        | 3    | 7       |
| 32 | Lorenzo Savadori  | Matteoni CP Racing      | Aprilia      | 0    | 26      |